# Arnošt Okáč
Arnošt Okáč (5. srpna 1903 Doubravice nad Svitavou – 24. září 1980 Brno) byl český analytický chemik.
Narodil se roku 1903 v Doubravici nad Svitavou (okres Blansko), studoval na přírodovědecké fakultě Masarykovy univerzitě v Brně, kterou roku 1927 absolvoval v oborech analytická chemie, mineralogie a užitá chemie, získal titul doktora věd a posléze na ní začal působit. Od roku 1945 profesor, člen kor. československé akademie věd, zabýval se výzkumem organických analytických činidel. Je nositelem několik vědeckých ocenění, v roce 1963 mu byl udělen Řád práce, o tři roky později se stal čestným členem České společnosti chemické. Je autorem učebnic z oboru (kvalitativní) analytické chemie. Zemřel roku 1980 v Brně.